# Európai Mérnök

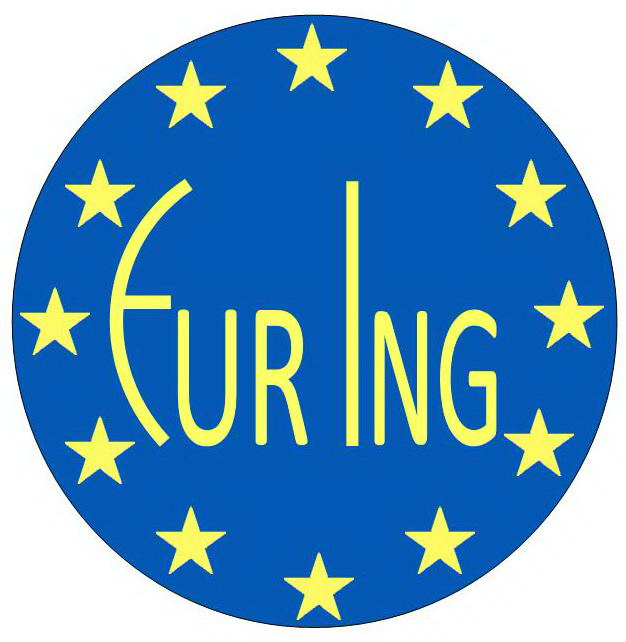
EUR ING logo

Az Európai Mérnök (rövidítve Eur Ing, vagy EUR ING) az európai mérnökök nemzetközi minősítése, melyet a FEANI felügyel. A szervezethez harmincegy európai ország csatlakozott, Lettország és Litvánia kivételével az Európai Unió összes tagállama, valamint Horvátország, Izland, Norvégia, Oroszország, Svájc és Szerbia képviseli. A cím a sikeres minősítést követően lehetővé teszi, hogy a FEANI tagország mérnöke oklevelével munkát vállalhasson a többi FEANI tagországban, azonban ez függ a helyi tagország jogi és szakmai szabályaitól is. Képzés szempontjából hasonló céllal jött létre 1973-ban az Európai Mérnökképzési Szövetség (Société Européenne pour la Formation des Ingénieurs, SEFI) is.
A mérnöki felsőoktatási képesítés alapvetően korlátozott, nemzeti mértékű. Ahhoz, hogy minden tagállamban elfogadható legyen egységes és magas színvonalon, az Európai Mérnöknek bizonyítania kell tapasztalatát ismeretei alkalmazásában, képzési szintjét, biztonsági és környezeti tudatosságát, felelősségérzetét, kommunikációs készségeit és szervezési, irányítási képességeit.
A teljes képzés minimálisan hét év lehet, melyben a mérnöki oklevél megszerzési ideje is szerepel. A továbbképzést és a szükséges tapasztalatokat a FEANI igényli és szervezi az Eur Ing címhez. Sikeres vizsgasorozatot követően a minősített személy bekerül a FEANI Register nemzeti részébe. Az Eur Ing titulus pre-nominális előtag, mint a dr.
A cím egyenértékű a nemzeti „okleveles mérnök” minősítéssel, azaz egyetemi szintű mérnökképzést feltételez (úgymint a brit Chartered Engineer, CEng, melyet a brit Engineering Council bocsát ki). Azokban a tagországokban, ahol a CEng használatos (Írország és az Egyesült Királyság), a CEng szükséges előfeltétele az Eur Ing kérvényezéséhez.
A minősítés elismertetését és a cím használatát nem minden tagállam illesztette be jogrendszerébe, noha az Egyesült Királyság „Titkos Tanácsa” (Privy Council) elfogadta a cím használatát. Minden esetben a nemzeti mérnöktársadalom szakértői értékelésének jóváhagyását követően adják ki, illetve azok tagjai számára (tagsági feltétel).
- Magyarországon ez a Magyar Építész Kamara és a Magyar Mérnöki Kamara,
- Ausztriában a Verband Österreichischer Ingenieure (VOI, „Osztrák Mérnöki Egyesület”),
- Németországban a Verein Deutscher Ingenieure (VDI, „Német Mérnöki Egyesület”),
- Svájcban a Schweizerischer Ingenieur- und Architekten Verein (SIA, „Svájci Mérnök és Építész Egyesület”).

A határokon átnyúló szolgáltatásnyújtást az Európai Unióban – többek között – a szakmai képesítések elismeréséről szóló 2005/36/EK európai parlamenti és tanácsi irányelv szabályozza, amelyet az EU összes tagországa átültetett nemzeti jogába.

## Fordítás
- Ez a szócikk részben vagy egészben  az   European Engineer című angol Wikipédia-szócikk ezen változatának fordításán alapul.  Az eredeti cikk szerkesztőit annak laptörténete sorolja fel. Ez a jelzés csupán a megfogalmazás eredetét és a szerzői jogokat jelzi, nem szolgál a cikkben szereplő információk forrásmegjelöléseként.